# Adam Ant
Adam Ant, rođen kao Stuart Leslie Goddard, (London, 3. studenoga 1954.) je britanski pop pjevač.

 Adam je 1977. godine osnovano glazbeni sastav Adam & the Ants. Ants su tijekom godina promijenili dosta članova, ali dvije najvažnije su činili: Adam Ant, Mathew Ashman, Andy Warren i Dave Barbarossa koji su zajedno svirali od lipnja 1979. do listopada 1979., i još poznatija postava koju su činili: Marco Pirroni, Kevin Mooney, Merrick, Terry Lee Miall, koja je bila konstalacija koja je bila zaslužna za sve njihove hitove. 
Adam je koristio profesionalne usluge Malcolma McLarena, bivšeg menadžera sastava Sex Pistols, no ovaj ga vara preuzimajući 3 preostala člana sastava i osniva sastav Bow Wow Wow s 14-godišnjom pjevačicom Annabella Lwin. 
Adam se udružuje s Marcom Pirronijem koji je prije bio član sastava Siouxsie and the Banshees u njihovoh prvoj postavi. Sastav izdaje album Kings of the wild frontier na kojem je bilo nekoliko uspješnica Kings of the wild frontier, Dog eat dog i Antmusic. Sljedeći album  Prince Charming je imao uspješnice Prince Charming i Stand & Deliver. Poslije toga se sastav razilazi godine 1982., a Adam Ant započinje samostalnu karijeru.

## Diskografija

### Adam and the Ants
- Dirk Wears White Sox (1979.)
- Kings of the Wild Frontier (1980.)
- Prince Charming (1981.)

### Adam Ant
- Friend or Foe (1982.)
- Strip (1983.)
- Vive Le Rock (1985)
- Manners and Physique (1990.)
- Wonderful (1995.)
- Adam Ant Is The Blueblack Hussar in Marrying The Gunner's Daughter (2013.)

## Vanjske poveznice
- Službena stranica